# کوشه (بردسکن)
کوشه نام روستایی از توابع بخش شهرآباد شهرستان بردسکن در استان خراسان رضوی است. این روستا در دهستان شهرآباد قرار دارد و براساس سرشماری سال ۱۳۸۵ جمعیت آن ۱٬۷۶۸ نفر (۴۱۹ خانوار) بوده است.

## آثار تاریخی

### مسجد جامع کوشه
مسجد جامع روستای کوشه مربوط به دوره قاجار است و در روستای کوشه واقع شده است. این اثر در تاریخ ۱۰ دی ۱۳۸۱ با شمارهٔ ثبت ۶۶۵۱ به‌عنوان یکی از آثار ملی ایران به ثبت رسیده است. فضای درونی مسجد متشکل از ۶ شبستان ستون دار با پایه‌های چهارضلعی به ابعاد ۱/۶۰ متر ساخته شده است و بر رأس پایه‌ها گنبدی با ظاهر ساده و بسیار زیبا با آجر که نمادی از مأذنه می‌باشد به چشم می‌خورد در درون حجره دوم محرابی در وسط ستون با گچ بری ساده تزئین شده این بناء به همت خانمی به نام معصومه فرزند علی جمعه همسر مرحوم محسن نژاد با پول چرخ ریسی به سال ۱۲۹۴ هجری شمسی ساخته شده و هنوز مورد توجه مردم است ونماز جماعت در آن اقامه می‌شود.

### آب‌انبار کوشه
آب‌انبار روستای کوشه مربوط به اواخر دوره قاجار است و در روستای کوشه واقع شده است. این اثر در تاریخ ۱۰ دی ۱۳۸۱ با شمارهٔ ثبت ۶۶۵۰ به‌عنوان یکی از آثار ملی ایران به ثبت رسیده است.